# 太陽保育園 (和歌山市)
太陽保育園（たいようほいくえん）は、和歌山県和歌山市土入284番地の12にある私立の保育園である。社会福祉法人太陽福祉会が運営している。

## 概要
信用金庫職員だった平井謙次が、中学生の頃から心臓病を患い治療目的で薄着や冷水浴やヨガなどを行って効果があったため、真冬でも裸など耐寒訓練を主体に、精神面や運動面を重視した教育をするために保育園を創園した。真冬でも徹底的に裸保育を行うのが特色で、裸保育の発祥にもなり全国の保育園や幼稚園から視察が訪れている。乳児から幼児まで幅広い年代を保育する。寒がりや喘息など体の弱い子の入園が比較的多い。
卒業生の中には寒さに適応しすぎて酷い汗っかきになり、小学生以降の普通の着衣状態ではかいた汗が冷える事で却って風邪を引きやすくなったと言う証言もあり。
また、社会人になって弱冷房に対応できずそれが原因で職を失ったと言う者も居るらしい（個人情報につき事実確認出来ず。また弱冷房不対応が原因なのかも判らない）

## 入園の条件・裸保育・裸足保育
入園の条件に、「裸・裸足保育や厳しい鍛錬への理解」「風邪や喘息や38度以上の高熱などの病気（おたふく風邪や伝染病などを除く）など体調が悪くても休ませないで通わせて、裸保育で健康な園児と同じ活動をしなければならない」「裸保育などで健康障害が発生しても保育園側では保証しない」「厳しい鍛錬」などが入園の条件になっている。
4～6歳児の幼児
- 裸保育が行われており、特に真冬の裸・裸足保育がかなり徹底している。真冬でも一年中、上半身裸で半ズボンに裸足で園内を過ごす。
- 通年窓を開けて保育をする。室内でも、暑さ寒さに耐えられる園児を育てるためである。
- 昼食後に冷水シャワーをするため、水着に着替えて裸足のまましばらく屋外の園庭で一輪車や砂遊びなどをする。
- 真冬でも一年中毎日、病気など体調が悪くても、屋上のプールのシャワールームで冷水シャワーを頭から100数えるまで約2分間泣かずに浴びさせる。シャワーは園児の頭からかかるため、寒さと痛さに耐え、さらに、大きな洗面器の中に足下を入れて行い水が貯まり冬は足下もとても冷える。ビンタやおしりを叩いたり園外で１時間の正座などの体罰もさせられる。特に、4月の新園児や病気など体調が悪い園児の場合、泣き出したり逃げ出したりすることが多くシャワーを何回もやりなおすため、中には15分以上シャワーを浴びて失神する園児もいる。どんな園児でも半年以内には、どんなに寒くて体の具合が悪くて保育士の指示がなくても、素直に泣かずにシャワーを浴びるようになり、寒さと忍耐力が強くなる。
- 屋上に屋外プールがあり、プール開きが4月下旬に行われ11月中旬まで毎日水泳がある。
- 裸足保育も行われており、真冬でも一年中、室内や屋外の園庭でも裸足で過ごす。冷水摩擦や延長保育のときや音楽会など一部行事のときだけ屋内で靴や靴下を履いたりするが、原則冬でも靴下の着用は禁止されている。屋外は小石で足が痛く冬は寒く裸保育と共につらいが、土踏まずが形成されたくましくなる。

3歳児以下の乳児
- 真冬は半袖の運動着を着用し冷水シャワーは無く、4歳児以上の幼児よりは裸保育の度合いは薄い。それでも、真冬でも半袖短パンで原則裸足、4月からの水泳など年齢の割には厳しい裸保育を行っている。

服装（男女共通）
- 登園時は夏は半袖、冬は長袖のグレーの上着に赤色の運動用半ズボンを着用する。季節を問わず、上着以外にコート・マフラー・下着・タイツ・靴下の着用は禁止されている。なお、卒園式や音楽会や遠足など一部の行事のときだけ靴下を着用する。登園したら、上着を脱いで上半身裸で半ズボンに裸足姿になって園内を過ごす。半袖の体操着もあり、一部の行事、どうしても体調が悪い時、延長保育の時、3歳以下の乳児は冬に着用できる。
- 冷水摩擦と上半身裸で活動し暑いときは肌から汗がわき出るためタオルを持参し、又、通年プールや冷水シャワーを必ず行うため、黄色のパンツ型の水着とバスタオルも持参する。
- 保育士は、園児が真冬でも裸で頑張らせるために、冬でも半袖のTシャツ姿で保育をしている。

## 保育の特徴
- 単に裸・裸足保育を行うだけでなく、幼稚園並の教育を行っている。
- 玄米・菜食・海草類を使い肉類の無い玄米菜食給食を実施している。裸で運動をするためお腹が空きやすいため、野菜嫌いな園児でも食べ物の好き嫌いの無い食生活習慣が身につく。
- 朝に毎日30分の座禅を行い、姿勢を正し心をおちつかせる教育を行っている。
- 肌を鍛錬し寒さに強い体を作るために冷水摩擦を行っている。屋外の園庭で実施し靴を履いて行う。雨天時には屋内で行う。
- ヨガ体操や一輪車を行い健康づくりに力をいれている。
- 音楽活動にも力を入れている。リトミックや運動会の鼓笛パレードを行っている。
- 腰骨を立て正しい姿勢になり瞑目をする「立腰保育」を行っており、正座や椅子に座って1時間ほど行われる。
- 保育園での教育活動時間確保や身体の鍛錬のため、4歳以上の幼児には一般的な保育園にある昼間の睡眠が無い。3歳以下の乳児には、約2時間の昼寝の時間がある。
- 私立の保育園であるが、和歌山市の助成で公立保育園と同じ保育料で保育を受けられる。保育時間は、午前8時から午後5時までであるが、延長保育を申し込めば、午前7時から午後7時まで保育が受けられる。午前9時15分から午後4時までが一斉保育である。月曜から金曜の平日が基本であるが、保護者の希望によっては土曜も保育が実施される。

## 主な行事
- 1月下旬に耐寒訓練で高野山へバスで出かけて、上半身裸の半ズボンで雪の中で綱引きや雪合戦などの雪遊びをする。保育園から裸のまま暖房の無いバスで高野山の寺へ向かい、宿坊で食事後に雪の中で遊んだりして過ごす。吹雪で氷点下8度の時でも、上半身裸の半ズボンに長靴を履いて手袋をして1時間ほど雪遊びをする。その後、保育園に帰り冷水シャワーを浴びる。雪遊びのときだけでなく、保育園から往復する長い時間すべて暖房の一切無い中で裸のまま過ごし、保育園に到着しても冷水シャワーをする。1日中温かい場所ですごさせることは無いため、寒さだけでなく忍耐力も必要である。
- 情操教育と集団生活に適応するための鍛錬として音楽にも力を入れており、5月には音楽大行進参加があり和歌山市街地を合奏の演奏でパレードする。7月の夏祭りには、和太鼓の演奏を地元の祭りで発表する。12月の生活発表会は年齢単位のクラスで合唱や合奏の音楽会が行わる。それぞれの音楽発表に向けての練習も厳しくかなりの時間行う。
- 2月には作品展があり、保育室全体にセットを組むような大がかりな絵の作品を発表する。